# Mororejo (Tosari)
Mororejo is een bestuurslaag in het regentschap Pasuruan van de provincie Oost-Java, Indonesië. Mororejo telt 1971 inwoners (volkstelling 2010).